# Famille de Lamoignon
 (juillet 2024).
Si vous disposez d'ouvrages ou d'articles de référence ou si vous connaissez des sites web de qualité traitant du thème abordé ici, merci de compléter l'article en donnant les références utiles à sa vérifiabilité et en les liant à la section « Notes et références ».
La famille de Lamoignon est une ancienne famille du Nivernais (XIIIe siècle), qui s'est surtout distinguée dans la magistrature. Venue s'établir dans le Donziois au XIVe siècle, elle tire son nom de sa région d'origine, les Amognes.

## Histoire
La famille tire son nom des Amognes. Elle s'installe dans le Donziois au XIVe siècle, une région du Nivernais.
La première mention du nom, en Nivernais, remonte à 1292 lorsqu'un certain Jean Lamoignon achète un tènement à un habitant de Saint-Malo-en-Donziois.[réf. nécessaire]

## Branche des seigneurs de Vielmanay

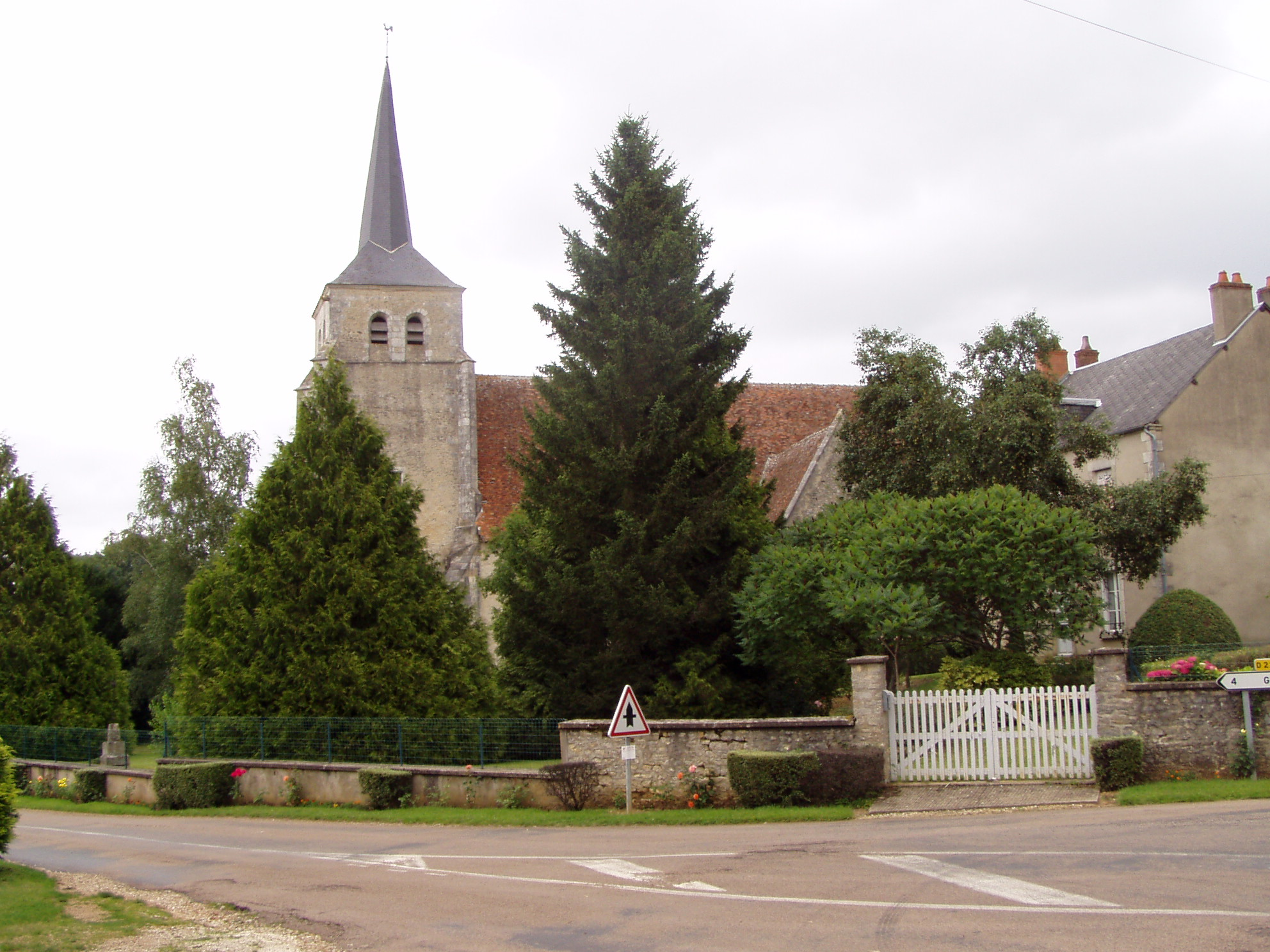
L'église de Vielmanay.

Quelques seigneurs, en totalité ou en partie, de Vielmanay : Guillaume de Lamoignon (1368), Renaut de Lamoignon (1382), Pierre de Lamoignon (1412), Guyot de Lamoignon (1461), Charles de Lamoignon (1461), Robert de Lamoignon (1472), Étienne de Lamoignon (1549), Hélin de Lamoignon (1555), abbé de Bellevaux, André de Lamoignon (1555), Blaise de Lamoignon (1561), Edme de Lamoignon (1561), Gilbert de Lamoignon (1634)…
Guillaume de Lamoignon, également seigneur d'Arthel et de Laleuf (Bourbonnais), est inhumé en compagnie de sa femme, Jeanne de Troussebois, dans l'église de Vielmanay vers 1388.

## Branche des seigneurs du Meix et de la Bouille
Le Meix et la Bouille sont deux anciens fiefs des Lamoignon, situés, respectivement, à Monceaux-le-Comte et à Champallement (Nièvre).
Le Meix a pour seigneurs Louis de Lamoignon (vers 1620) puis Jean de Lamoignon (vers 1660), la Bouille Claude de Lamoignon (vers 1660) puis Jean de Lamoignon (vers 1695).

## Branche des seigneurs de Basville
- Charles de Lamoignon, (1514-1572), marquis de Basville, baron de Saint-Yon et comte de Launay-Courson, seigneuries reçues de François Ier de Clèves, duc de Nevers, en 1552. Disciple du célèbre juriste humaniste italien André Alciat à Ferrare, il est le premier connu de la lignée à s'être illustré dans la haute magistrature. Il épousa le 25 juillet 1547 Charlotte de Besançon qui lui donna vingt enfants. Il fut considéré par son petit-fils comme le fondateur de leur dynastie parlementaire. Il mourut alors qu'il était pressenti à la succession du chancelier Michel de L'Hôpital.

Ire génération
- Son fils Chrétien de Lamoignon (22 août 1567-18 janvier 1636) : conseiller au Parlement de Paris, il finit président à mortier. Son épouse fut Madeleine des Landes. Il a multiplié les œuvres de charité, notamment autour de saint Vincent de Paul, aussi bien à Paris (Hôtel Dieu) qu'en Pologne ou au Québec. Chrétien de Lamoignon a fait édifier par le maître-maçon Michel Villedo le château de Basville.
- Sa fille aînée, Charlotte, avait épousé Jean de Bullion, seigneur de Bonnelles et maître des requêtes. Leur fils, Claude de Bullion, devint surintendant des finances de Louis XIII et président à mortier.

IIe génération

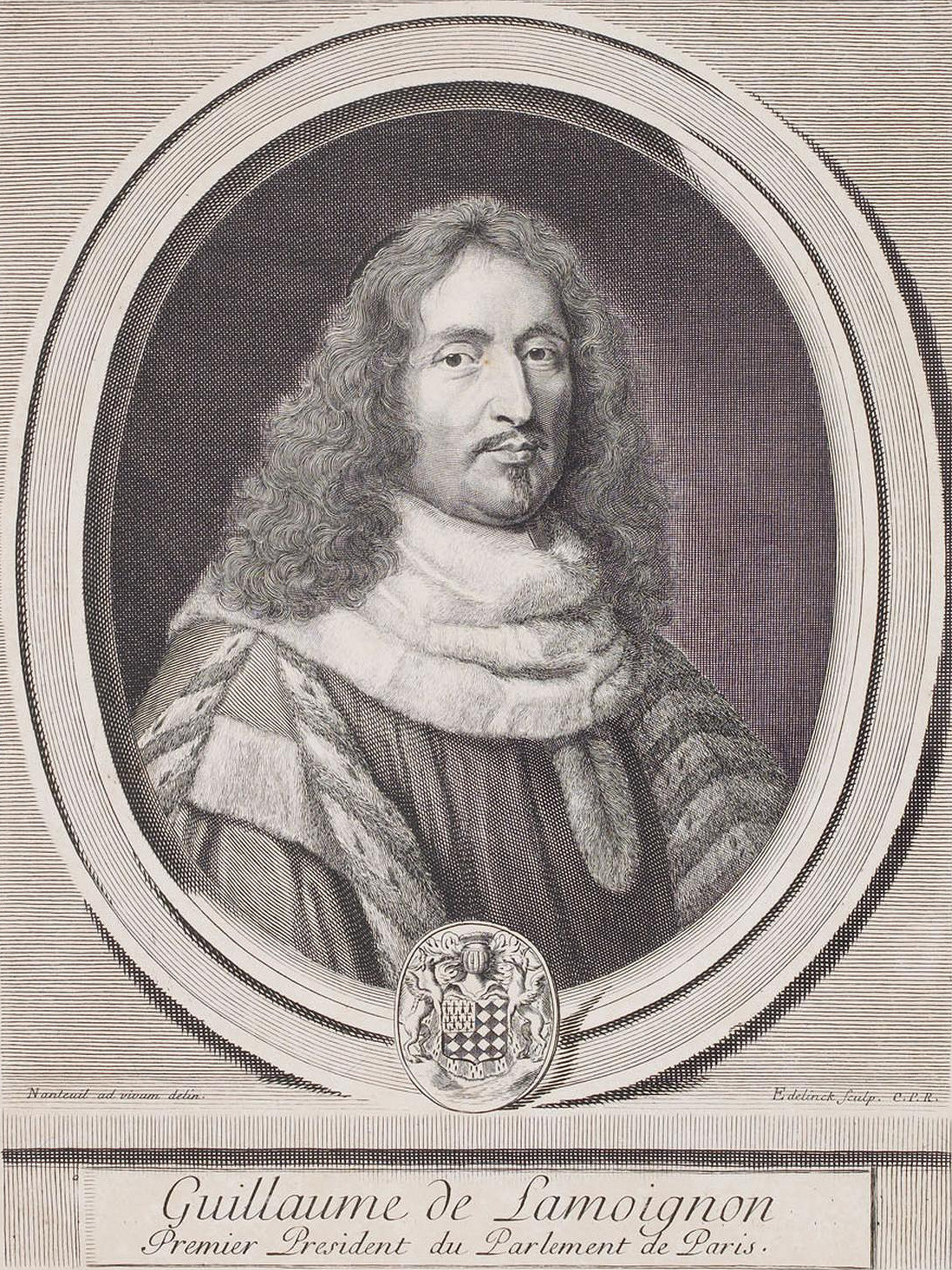
Guillaume de Lamoignon (1617-1677).

- Guillaume Ier de Lamoignon (1617-1677), père de Chrétien-François Ier et de l'intendant Nicolas de Basville. Il fut président au Parlement de Paris de 1658 à 1677.
- Gendre de Chrétien de Lamoignon, François-Théodore de Nesmond (1598-1664), lui succéda comme président à mortier.

IIIe génération
- Chrétien-François Ier de Lamoignon, marquis de Basville (1644-1709), président à mortier de 1698 à 1709. il fut l'élève du célèbre prédicateur Bourdaloue et l'ami de Madame de Sévigné. Il aurait refusé d'entrer à l'Académie française pour ne pas avoir à faire l'éloge de Charles Perrault. Sa fille Françoise-Élisabeth (1678-1733) épousa Jean-Aimar de Nicolaï, marquis de Goussainville, veuf de Marie-Catherine Le Camus (1671-1696) et premier président à la Cour des comptes, de 1686 à 1734.
- Nicolas de Lamoignon, marquis de Basville (1648-1724), intendant de l'armée de Turenne, puis du Languedoc (1685-1718). Il eut des démêlés avec l'archevêque de Narbonne, le cardinal de Bonzi, dont Saint-Simon fait un récit très partial en faveur du cardinal.
- L'une des filles de Guillaume Ier de Lamoignon, Madeleine (1649-1671), se maria avec Achille III de Harlay (1639-1712), premier président du Parlement de Paris en 1689.
- Une autre, Marie (1645-1733), épousa Victor-Maurice de Broglie (1644-1727), lieutenant général du Languedoc, dont le beau-frère fut l'intendant, puis maréchal.

IVe génération
- Chrétien II de Lamoignon 1676-1729, fils de Chrétien-François I et de Marie-Jeanne Voisin, fille unique de Daniel Voisin, seigneur de la Cerisaye, conseiller d'État, prévôt des marchands, intendant d'Auvergne et de Champagne, et de Marie Talon, fille d'Omer Talon, qui épousa, le 5 septembre 1706, Marie Louise Gon, fille de Louis Gon, Seigneur de Bergonne, Maître des comptes, et de Marie-Marguerite de Chaudessolle,
- Louis-Guillaume II, seigneur de Blancmesnil (1683-1772), chancelier de France en 1750. Père de Malesherbes. En refusant l'impression de l'Encyclopédie, il s'attira l'opposition du « parti philosophique ».

Ve génération
- Chrétien-Guillaume III de Lamoignon (1712-1759), fils de Chrétien II, président à mortier, qui épousa, en 1732, Louise Madeleine Henriette Bernard, fille de Samuel Jacques Bernard et de Élisabeth Olive Louise Frottier de la Cosse-Messelière.
- Chrétien Guillaume de Lamoignon de Malesherbes (1721-1794), fils de Chrétien II, plus connu comme Malesherbes, ministre, l'un des défenseurs de Louis XVI à la Convention, victime de la Terreur.
- Nicolas de Lamoignon de Basville.

VIe génération
- Chrétien-François II de Lamoignon de Basville (1735-1789), marié, le 4 septembre 1758, à Marie Élisabeth Berryer, fille de Nicolas-René Berryer. Président à mortier au Parlement de Paris, Garde des sceaux de France (1787-1788).

VIIe génération
- Marie Catherine (1759-1849), fille de Chrétien François II de Lamoignon de Basville, qui épousa Henri Cardin Jean Baptiste d'Aguesseau de Fresne,
- Marie Gabrielle Olive (1761-1842), fille de Chrétien-François II de Lamoignon de Basville, qui épousa Charles Henri Feydeau, Marquis de Brou, dont le petit-fils, Charles Eugène Feydeau de Brou, épousera, en 1847, Eugénie Aglaé Adèle Sapey.
- Marie-Louise-Élisabeth de Lamoignon (1763-1825), fille de Chrétien-François II de Lamoignon de Basville, qui épousa le comte Mathieu Molé, future Mère Saint-Louis, fondatrice des Sœurs de la charité de Saint-Louis,
- René-Chrétien-Auguste de Lamoignon (1765-1845), fils de Chrétien-François II de Lamoignon de Basville, pair de France sous la Monarchie de Juillet, qui épousa Marie Henriette d'Augerville d'Aurcher,
- Marie Charles Guillaume (1767-1795), fils de Chrétien-François II de Lamoignon de Basville, mort exécuté par la Convention thermidorienne,
- Anne Pierre Chrétien (1770-1827), fils de Chrétien François II de Lamoignon de Basville, pair de France sous la Restauration, et avec qui s'éteint cette famille. Il épousa sa nièce Marie Louise Félicité Molé, fille de Marie-Louise-Élisabeth de Lamoignon.
- Marie-Constance (1774-1823), fille de Chrétien François II de Lamoignon de Basville, qui épousa François Philibert Bertrand Nompar de Caumont, duc de La Force.

## Armes
Losangé d'argent et de sable, au franc-quartier d'hermine (ce dernier ajouté par Michel de Lamoignon, au XIVe siècle, en mémoire de sa mère, Jeanne d'Anlezy). Écu timbré d'une couronne ducale, sommé d'un heaume de face cimé d'un mortier de président ; supporté par deux cerfs ailés ; le tout posé sur un manteau d'hermine ; légende entre une cordelette et un grènetis extérieur.

### Fonds d'archives
- Les papiers personnels de la famille Lamoignon sont conservés aux Archives nationales dans le fonds du château de Malesherbes sous la cote 399AP [lire en ligne].